# Псеудокарп
Псеудокарп (лажни плод, плод са додацима) је плод у чијој грађи поред плодника, учествују и други делови цвета. Псеудокарп код неких таксона настаје из једног цвета, а код других фузијом цвасти (скупни псеудокарп). Учешће околних структура може да буде различито, од преосталих делова тучка (жига и/или стубића) до цветног омотача (чашице, крунице), цветне ложе и хипантијума. 

## Примери
- Павит са плодовима на којима је дуги кончасти стубић.
- Горњи део чауре мака је настао од жига тучка
- Ципселе кадифе са белим папусом
- Попречни пресек псеудокарпа јапанске дуње са плодовима и семеном у центру.
- Ахеније са црним стубићима јагоде на разраслој цветној ложи.
- Шипак (хипантијум) са плодовима и плодови (ахеније) десно.
- Смоквице фикуса (Ficus microcarpa).

Стубић не опада већ остаје на плодовима павити, а жиг је део чауре мака. Сасушена чашица улази у грађу плода ципселе (Tagetes нпр.), док разрасла цветна ложа гради јабучасте плодове родова који су сврстани у племе Maleae (Malus, Pyrus, Chaenomeles, Sorbus, Aronia, Cydonia, Cotoneaster....). Овде је плод, који је настао од плодника, само централни део (пергаментасте коморице у којима је семе) док је све остало додатак. овај псеудокарп назива се помум. Плод јагоде су ахеније док је меснати део разрасла цветна ложа; слично је и код ружа где је шипак настао из хипантијума, а ахеније, које су у шипку, су прави плод са додатком – длакавим кончастим стубићем.
Примери скупног псеудокарпа су дудиња, маклура, фикуси...